# Philip Freneau

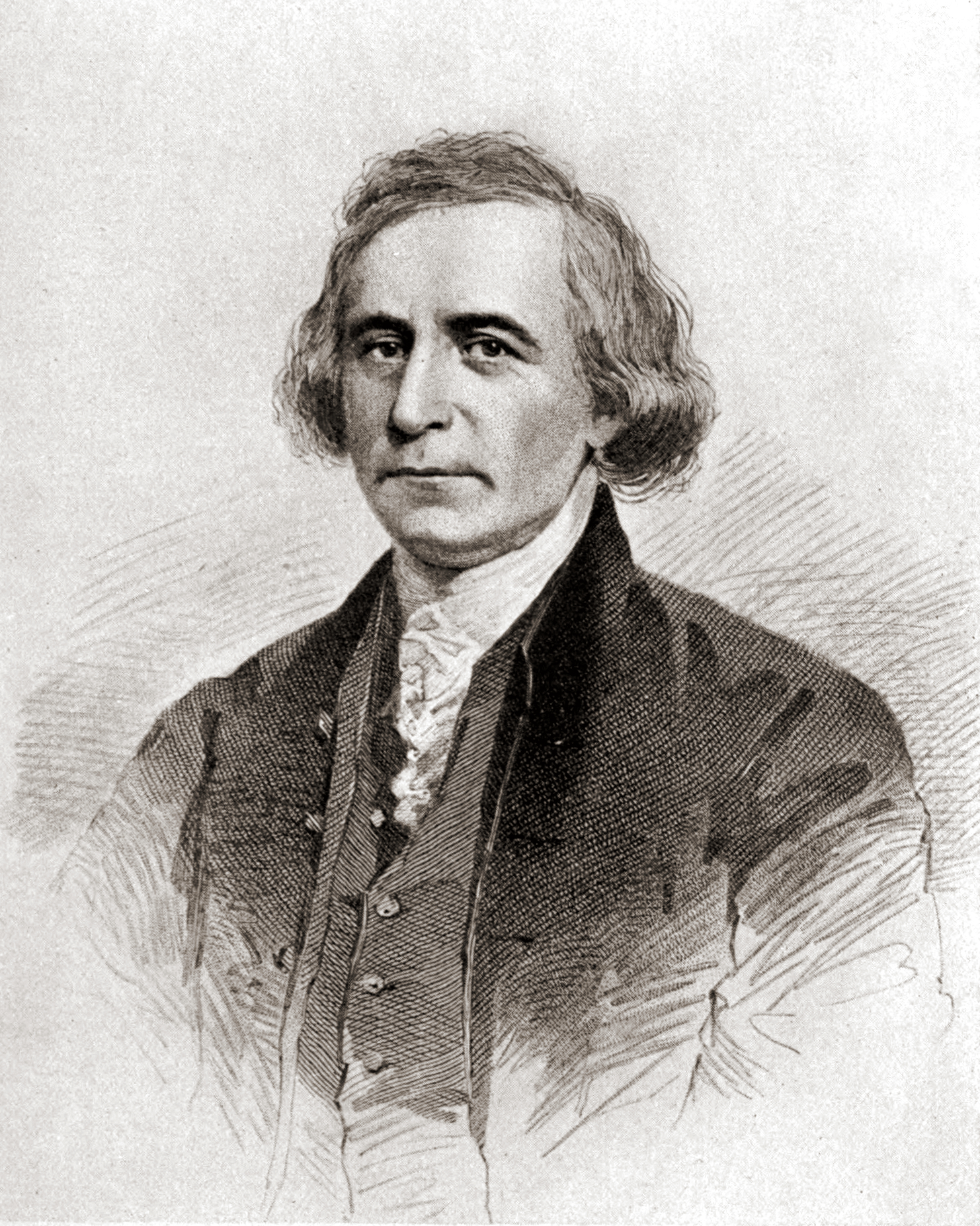
Philip Freneau

Philip Morin Freneau (New York, 2 januari 1752 - 18 december 1832) was een Amerikaanse dichter, krantenredacteur, nationalist en kapitein op zee. Hij wordt ook wel de Poet of the American Revolution genoemd. 

## Biografie
Freneau was de oudste van vijf kinderen van de hugenoot en wijnhandelaar Pierre Freneau en diens Schotse vrouw. De jonge Philip werd opgevoed in Monmouth County (New Jersey) en studeerde onder toezicht van William Tennent, Jr. Na de dood van zijn vader in 1767 ging Philip Freneau naar het College van New Jersey, de huidige Princeton-universiteit. 
In Princeton raakte Freneau innig bevriend met James Madison, met wie hij later de National Gazette oprichtte. In 1771 studeerde Freneau af, nadat hij History of the Prophet Jonah had geschreven en samen met Hugh Henry Brackenridge de prozaïsche satire Father Bombo's Pilgrimage to Mecca. 
Na zijn afstuderen probeerde Freneau eerst les te geven, wat hem niet lukte. Hij begon ook aan een studie theologie, maar gaf deze na twee jaar op. Toen in 1775 de Amerikaanse Onafhankelijkheidsoorlog naderde begon Freneau anti-Britse stukken te schrijven. In 1776 vertrok hij vanuit Amerika naar West-Indië, waar hij twee jaar bleef en over de schoonheid der natuur schreef. In 1778 keerde hij terug naar Amerika, waar hij zich aansloot bij een bende van revolutionaire kapers. Hij werd als bendelid gevangengenomen en verbleef zes weken op een Brits gevangenisschip. Over deze ervaring, die hem bijna het leven kostte, schreef hij een werk getiteld The British Prison Ship. 
In 1790 trouwde Freneau en werd medewerker bij de New York Daily Advertiser. Thomas Jefferson en Madison probeerden Freneau naar Philadelphia te halen om mee te werken aan het partizaanse nieuwsblad National Gazette, dat bedoeld was als weerwoord op Gazette of the United States. Jefferson bood Freneau een baan als vertaler bij het United States Department of State aan die Freneau aanvaardde, waarna hij genoeg vrije tijd overhield om het kritische nieuwsblad te leiden, dat zich met name distantieerde van de politiek van Alexander Hamilton en van president George Washington. Deze laatste had een bijzondere afkeer van Freneau.
Aan het einde van zijn leven trok Freneau zich terug op het platteland, waar hij met name over de politiek en de natuur bleef schrijven. Freneau stierf op 80-jarige leeftijd op weg naar huis aan onderkoeling. Hij ligt samen met zijn vrouw en moeder begraven op het Philip Morin Freneau Cemetery van Matawan.